# Chorisoblatta bivittata
Chorisoblatta bivittata är en kackerlacksart som beskrevs av Lucien Chopard 1945. Chorisoblatta bivittata ingår i släktet Chorisoblatta och familjen småkackerlackor.
Artens utbredningsområde är Kamerun. Inga underarter finns listade i Catalogue of Life.